# قاما
قاما هي محافظة فرعية التابعة لمحافظة دبابا التابعة لإقليم حجر لميس في تشاد .